# Echte marters
De echte marters (Guloninae) vormen een onderfamilie van roofdieren uit de familie van de marterachtigen (Mustelidae). De onderfamilie bestaat uit elf nog levende soorten, verdeeld over vier geslachten, en omvat onder andere de marters, veelvraat en de tayra. Deze geslachten en soorten werden vroeger opgenomen in een parafyletische definitie van de onderfamilie Mustelinae.
De soorten leven in Eurazië en Amerika. De meeste echte marters leven in bepaalde mate in bomen. Een aantal van de huiden die gebruikt worden voor bont komen van dieren uit deze onderfamilie. 

## Indeling
- Onderfamilie Guloninae (Echte marters)
  - Geslacht Martes (Marters)
    - Amerikaanse marter (Martes americana)
    - Martes caurina
    - Steenmarter of fluwijn (Martes foina)
    - Boommarter of edelmarter (Martes martes)
    - Japanse marter (Martes melampus)
    - Sabelmarter (Martes zibellina)
    - Maleise bonte marter of geelkeelmarter (Martes flavigula)
    - Nilgirimarter, Indische bonte marter of Zuid-Indiase marter (Martes gwatkinsii)

  - Geslacht Pekania
    - Vismarter (Pekania pennanti)

  - Geslacht Gulo
    - Veelvraat of warg (Gulo gulo)

  - Geslacht Eira
    - Tayra (Eira barbara)

## Afbeeldingen

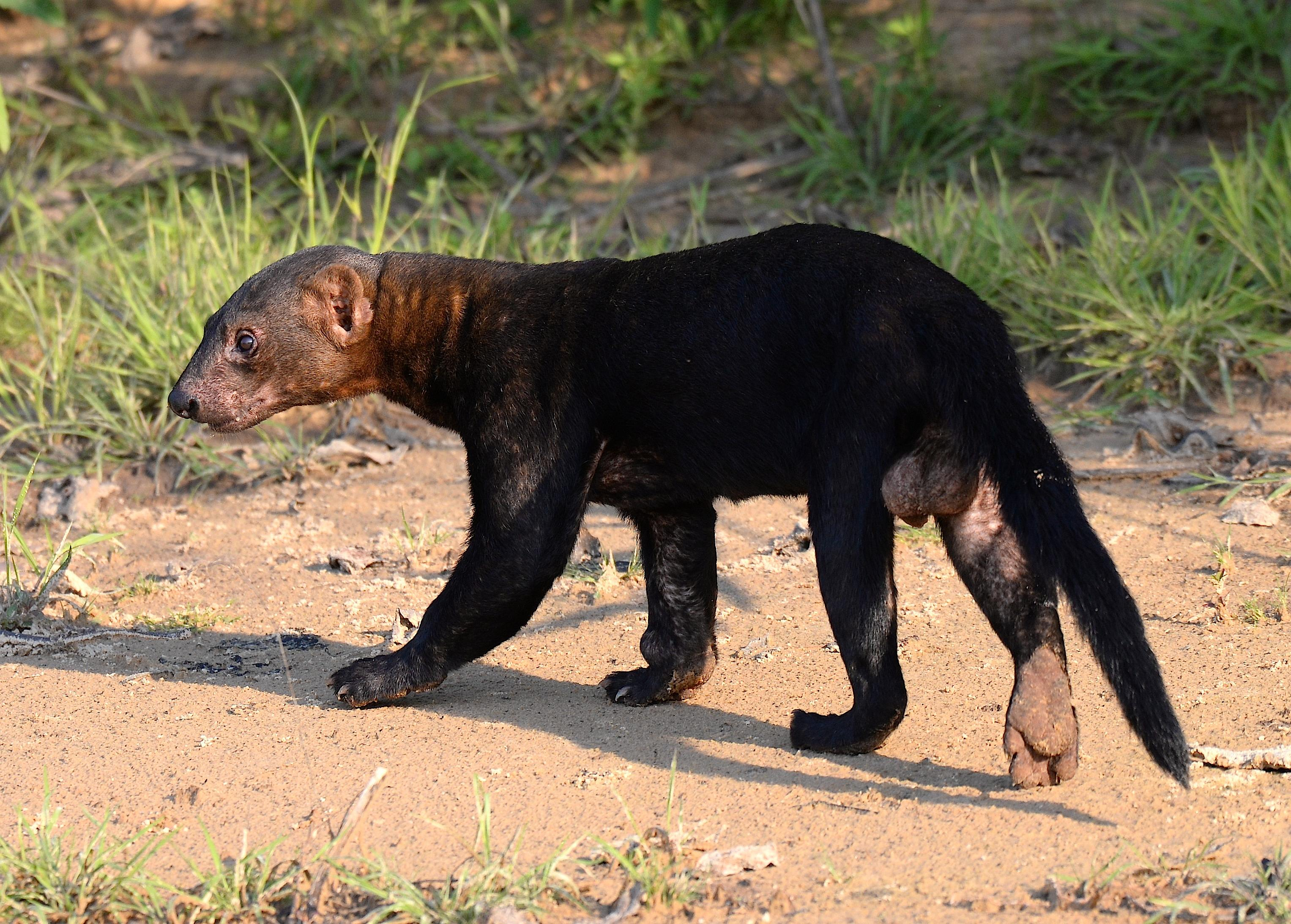
Tayra (Eira barbara)
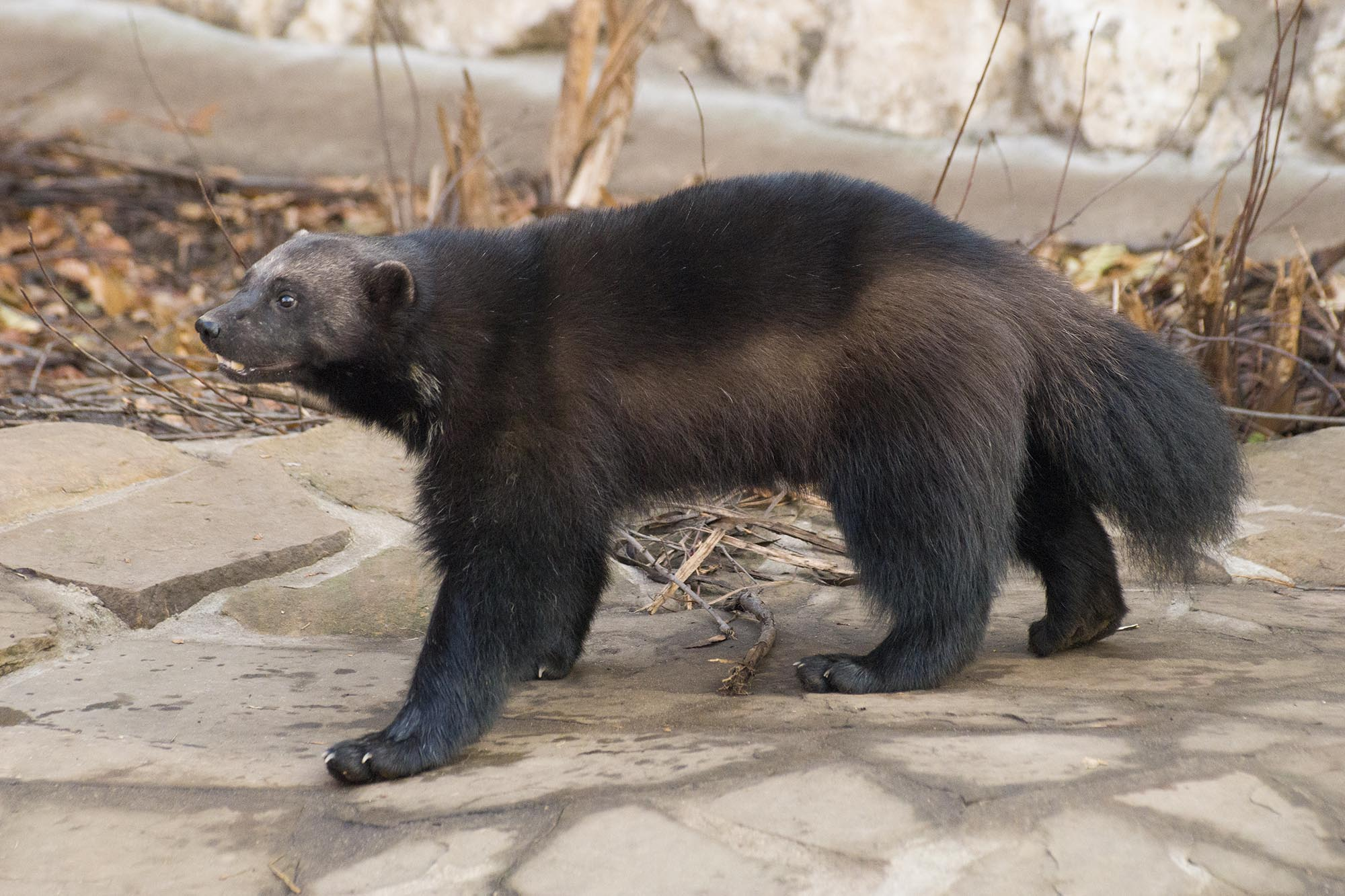
Veelvraat (Gulo gulo)
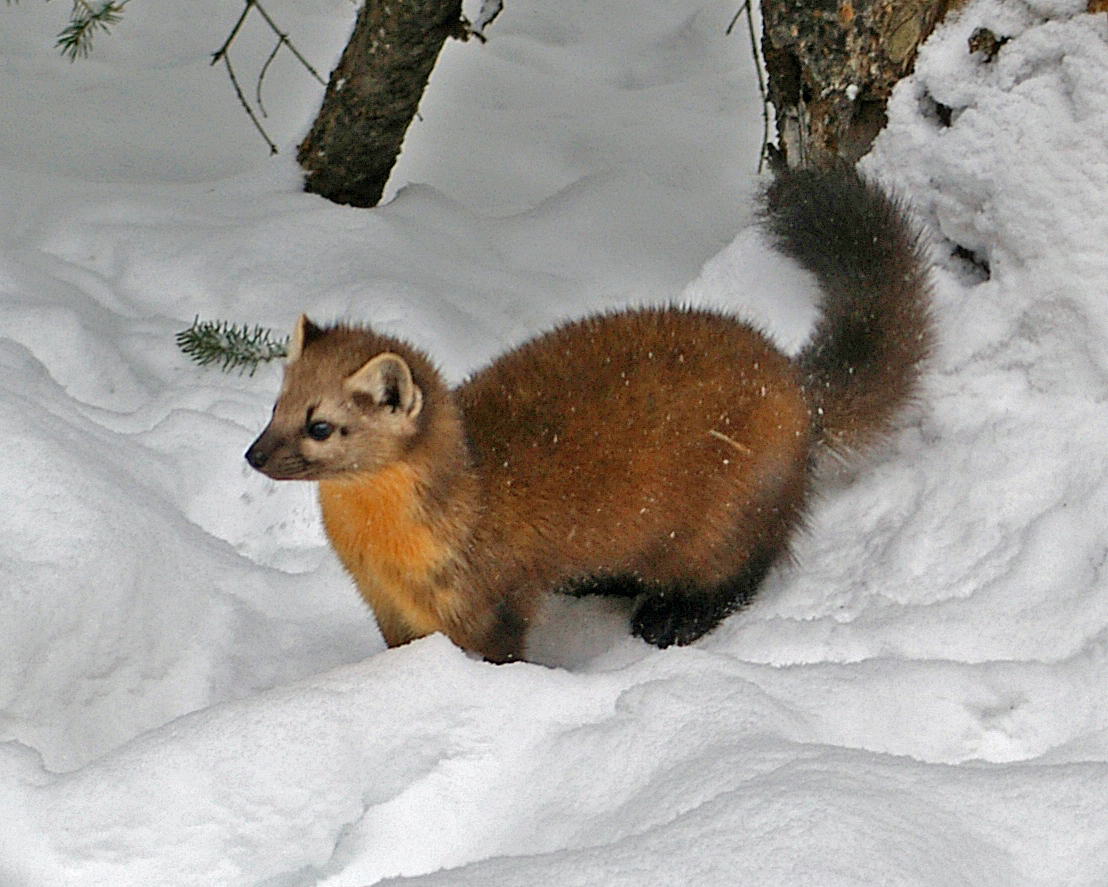
Amerikaanse marter (Martes americana)
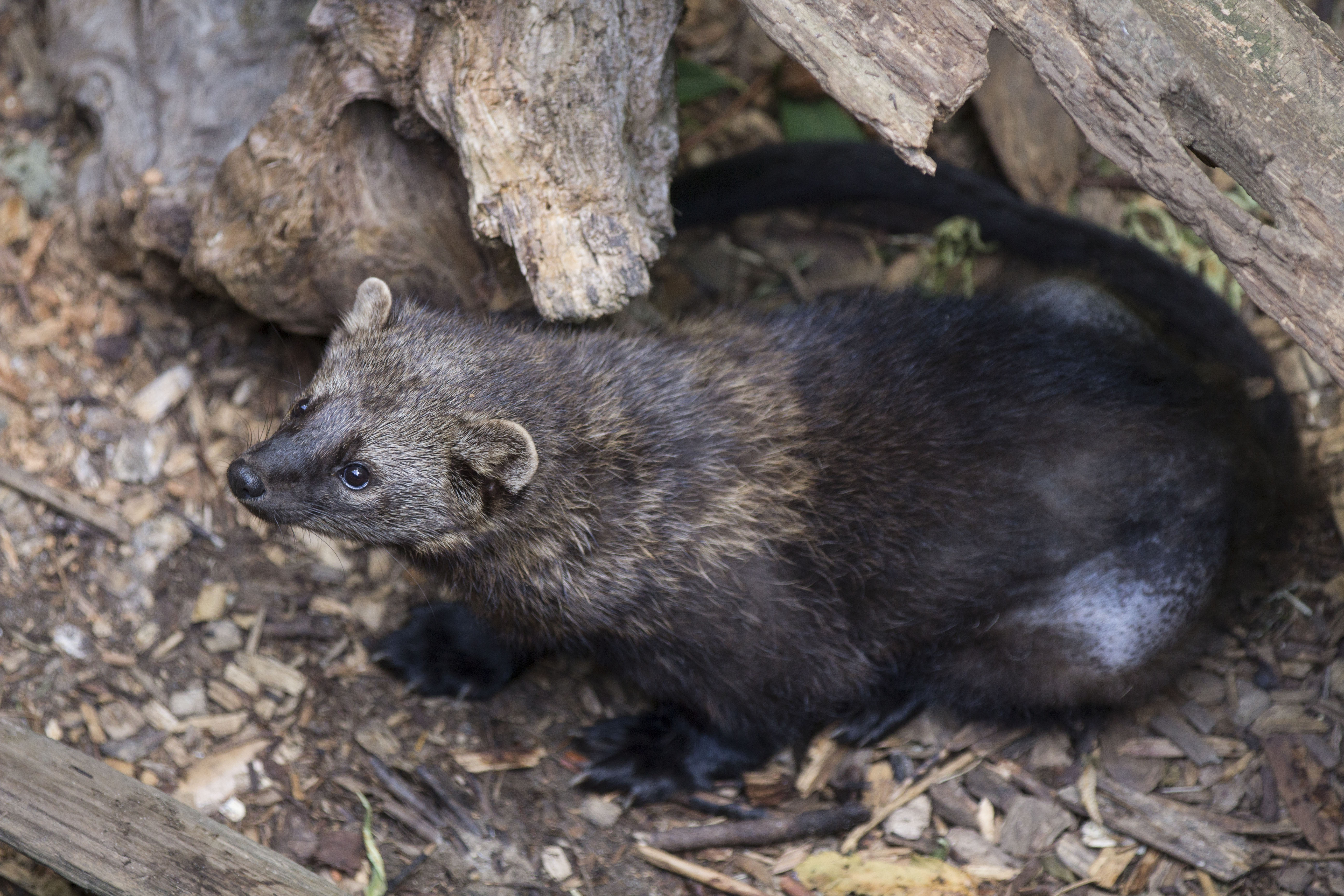
Vismarter (Pekania pennanti)